# Gábor Kis
Gábor Kis (Budapest, 27 settembre 1982) è un ex pallanuotista ungherese, vincitore di una medaglia d'oro ai giochi olimpici di Pechino 2008. Con il Vasas due campionati e una coppa ungherese, con Eger un campionato e una coppa ungherese, con il Szolnok ha vinto quattro campionati e tre Coppe d'Ungheria, una Eurolega, una Supercoppa LEN e una Coppa LEN.